# Made in Sweden (E-Type)
Made in Sweden è l'album di debutto della band Eurodance svedese E-Type.

## Tracce
1. Made in Sweden
2. Set the World on Fire
3. This Is the Way
4. So Dem A Com
5. Fight It Back
6. Until the End
7. When Religion Comes To Town
8. Will I See You Again?
9. Do You Always (Have To Be Alone)?
10. Russian Lullaby
11. Me No Want Miseria (Take That To the End)
12. Set the World Unplugged

## Posizioni in classifica
- French Album Charts: 12º posto.
- Swedish Album Charts: 2º posto.